# Bernard Berisha
Bernard Berisha (født 24. oktober 1991 i Pejë, Kosovo) er en kosovoalbansk fodboldspiller fra Kosovo med albanske rødder, som spiller for FK Ahmat i Rusland og for Kosovos fodboldlandshold. Han har tidligere spillet for Besa Peja, Besa Kavajë, Skënderbeu Korçë. 